# 常食
常食（じょうしょく）は、健康な人（健常人）が普段日常生活で食べているような食事のこと。通常食、普通食とも呼ぶ。常日頃、食べ慣れている食事や料理、お気に入りのメニューのこともいう。ただし、常食の定義は、この言葉が使われる場面に応じて、異同があり、一定ではない。

## 概要
前述の通り、常食はその人が普段食べている食事や料理であり、故にその概念は揺らぎを含んでいる。一般の家庭で広く食べられている料理という意味なら家庭料理、所定の地域で伝統的に食べられているという意味なら郷土料理、あるいは食材として食事の主軸に据えられているという意味なら主食という概念と重なる部分があるが、常食はあくまでもそれらを食べている側が普段食べているものに過ぎない。
一方、文脈によっては、病人食（病院で提供されるものは病院食）や非常食といった、特別の事情のあるとき食べられるものの対義語として常食という言い方が用いられることも多い。その意味では祭などの行事や慶事・弔事の際に食べられるなど、ハレとかケガレと呼ばれる時に食べられる料理（行事食）も常食の範疇外ではあるが、この対比はあまり意識されない。
一方で、動物が活動の主要なエネルギー源としてや体を構成するために食べているものは常食と呼ばれる。例えばジャイアントパンダが食べる竹は常食と呼びうる。

## 医療・福祉での用法
医療介護の領域では、病人食に対して、健康回復期の人の食事を指して言うこともある。この場合は、消化しにくいもの、繊維質、脂肪分の多いものなどは避けることになる。また、病人食から、常食までの食事を噛んだり、咀嚼することの易しさ、消化のし易さなどを基準として、お粥など流動食からふつうのご飯食まで、常食、軟菜食、キザミ食、ミキサー食、流動食のように段階に分けるやりかたもされている。これは、高齢者の介護施設などの食事についても同様である。

## 災害時の食事
災害時には、非常食が配布されたりするが、これは常食に対して、非常時の簡易的な食事ということである。普通のお弁当が配られたら常食といえる。